# Hriadky
Hriadky (em húngaro: Gerenda) é um município da Eslováquia, situado no distrito de Trebišov, na região de Košice. Tem 3,31 km² de área e sua população em 2018 foi estimada em 436 habitantes.

## Demografia
| Ano:        | 1994 | 2004    | 2014   | 2024   |
| ----------- | ---- | ------- | ------ | ------ |
| Broj ljudi: | 518  | 466     | 462    | 416    |
| Razlika:    |      | -10,03% | -0,85% | -9,95% |

| Ano:               | 2023 | 2024   |
| ------------------ | ---- | ------ |
| Número de pessoas: | 423  | 416    |
| Diferença:         |      | -1,65% |